# Nazionale di bob di Porto Rico
La nazionale di bob di Porto Rico è la selezione che rappresenta Porto Rico nelle competizioni internazionali di bob.
La squadra ha partecipato a tre edizioni dei Giochi olimpici invernali.

## Storia
Dopo il celebre debutto della Nazionale di bob della Giamaica e della Nazionale di bob delle Isole Vergini Americane ai Giochi olimpici di Calgary 1988, l'ex campione decatleta Liston Bochette pensò di formare più o meno allo stesso modo una squadra di bob con le stelle dell'atletica leggera portoricana, ottenendo così una borsa della solidarietà olimpica da parte del Comitato olimpico internazionale.
Ai Giochi di Albertville 1992 parteciparono due equipaggi di bob a due, il primo composto da Liston Bochette e Douglas Rosado (40º posto) e il secondo da John Amabile e Jorge Bonnet che chiusero al 46º e ultimo posto, perdendo quasi 25 secondi rispetto dalla nazionale di bob delle Isole Vergini Americane che lo ha preceduto, poiché alla sesta curva della seconda discesa il bob portoricano si è ribaltato ed è scivolato fino alla fine del percorso.
Due anni dopo, ai Giochi olimpici di Lillehammer 1994, Porto Rico schierò solo una squadra di doppio, che comprendeva ancora una volta la coppia Amabile-Bonnet: i portoricani conclusero la gara al 40º posto, preceduti dalla Nazionale di bob delle Samoa Americane e davanti alle squadre di San Marino e delle Isole Vergini Americane.
Ai giochi di Nagano 1998 la coppia Amabile-Keosseian completò solo una manche, venendo poi squalificata per l'eccessivo peso del veicolo: di conseguenza, insieme alla Nazionale di bob della Repubblica Ceca, non sono stati classificati. Anche nella gara di bob a quattro (che venne limitata a tre discese per le avverse condizioni climatiche), il bob a quattro venne squalificato dopo la prima giornata.
Alle Olimpiadi di Salt Lake City 2002 l'equipaggio di Mike Gonzales e Manuel Repollet non poté gareggiare nella gara del bob a due, poiché Michael Gonzales (che peraltro era già stato ai Giochi di Nagano 1998 come riserva del bob portoricano) non rispettava le regole di ammissibilità del Comitato Olimpico di Porto Rico, il quale richiede agli atleti di essere nati, avere legami familiari o vivere sull'isola per almeno tre anni (il californiano Gonzales invece aveva vissuto a Porto Rico solo due anni e un mese, quindi un mese in più rispetto a quanto richiesto dal CIO, ma undici mesi in meno rispetto a quanto richiesto dal COPUR). Pur avendo già partecipato alla cerimonia di apertura dell'8 febbraio 2002, i bobbisti portoricani furono estromessi dalla competizione poche ore prima dell'avvio della gara. Successivamente, il Comitato Olimpico Portoricano ritirò il riconoscimento della propria Federazione degli sport invernali, ponendo fine di fatto a ogni speranza per gli atleti portoricani di gareggiare alle Olimpiadi invernali fino al 2018 quando lo sciatore portoricano Charles Flaherty partecipò ai Giochi di Pyeongchang.

## Partecipazione ai giochi olimpici invernali

### Bob a quattro uomini
| Anno | Città       | classifica | Composizione                                               |
| ---- | ----------- | ---------- | ---------------------------------------------------------- |
| 1994 | Lillehammer | 25°        | Liston Bochette, José Ferrer, Jorge Bonnet, Douglas Rosado |
| 1998 | Nagano      | DQ         | Liston Bochette, Jorge Bonnet, José Ferrer, Joe Keosseian  |

### Bob a due uomini
| Anno | Città          | classifica | Composizione                                                    |
| ---- | -------------- | ---------- | --------------------------------------------------------------- |
| 1992 | Albertville    | 40° 46°    | Liston Bochette, Douglas Rosado John Amabile, Jr., Jorge Bonnet |
| 1994 | Lillehammer    | 40°        | John Amabile, Jr., Jorge Bonnet                                 |
| 1998 | Nagano         | DQ         | John Amabile, Jr., Joe Keosseian                                |
| 2002 | Salt Lake City | DNS        | Mike Gonzales, Manuel Repollet                                  |